# ساختمان سلطان عبدالصمد
ساختمان سلطان عبدالصمد (به انگلیسی: Sultan Abdul Samad Building) (مالایی:Bangunan Sultan Abdul Samad) یک ساختمان مربوط به اواخر قرن نوزدهم است که در امتداد جالان راجا و در مقابل میدان مردکا و باشگاه رویال سلانگور در کوالا لامپور مالزی واقع شده است. این عمارت در ابتدا دفاتر کار حکومت استعماری بریتانیا بود و با عنوان ساده اداره کل حکومتی شناخته می‌شد. نام این‌ ساختمان در سال ۱۹۷۴ به سلطان عبدالصمد تغییر نام پیدا کرد که در زمان ساخت این عمارت بر مسند قدرت سلانگور قرار داشت.
در یک دوره زمانی این عمارت مکان دادگاه‌های مقدماتی کشور، دادگاه فدرال، دادگاه استیناف و دادگاه عالی مالایا بود. در اوائل دهه ۲۰۰۰، دادگاه فدرال و دادگاه استیناف به کاخ دادگستری در پوتراجایا منتقل شدند در حالی که دادگاه عالی مالایا در سال ۲۰۰۷ به مجتمع دادگاه‌های کوالالامپور انتقال پیدا کرد.

## تاریخچه

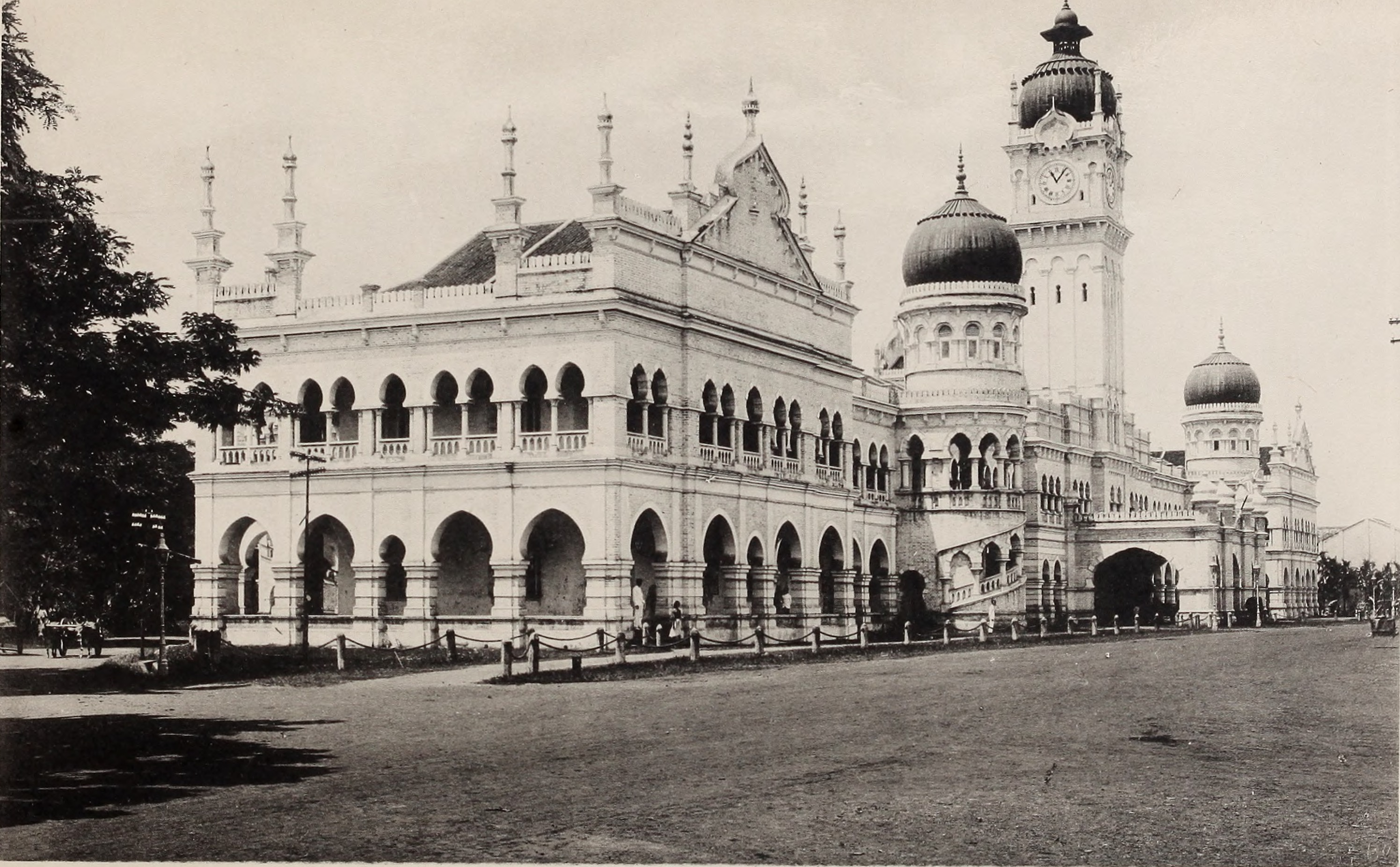
عمارت در سال ۱۹۰۲

اداره کل حکومتی دولت استعماری بریتانیا، در ابتدا در جاده بلوف (جالان بوکیت امان امروزی) قرار داشت و ناحیه ای بر روی یک تپه مشرف به پادانگ بود که اکنون میدان مردکا نام دارد. هر چند به خاطر نیاز به فضای بیشتر محل کار و شکایت عموم مردم جهت بالا و پایین رفتن از تپه، چارلز ادوین اسپونر، طراح دولتی در اداره فعالیت‌های عمومی، پیشنهاد کرد که ساختمان اداره کل حکومتی در محوطه پایین تپه ساخته شود.